# Line 6
Line 6 è un produttore di amplificatori 'modeling' per chitarra e accessori elettronici correlati. Tra i loro prodotti si trovano chitarre elettriche e acustiche, bassi elettrici, amplificatori, effetti, interfacce audio USB, sistemi wireless per chitarra e basso.

## Storia
L'azienda è stata fondata nel 1996 a Calabasas in California e importa i suoi prodotti principalmente dalla Cina. Da dicembre 2013 è diventata proprietà della Yamaha Corporation.